# Полтава (линейный корабль, 2018)
«Полтава» — действующая историческая копия русского линейного корабля «Полтава» времён Петра I, построенная в 2013—2018 годах. Корабль пришвартован на территории яхтенного порта «Геркулес» в Санкт-Петербурге и является кораблём-музеем. Ожидается что он будет перемещен в специальный культурно-исторический центр с экспозиционной стоянкой для парусника «Полтава», который строится в парке 300-летия Санкт-Петербурга. Проект «Полтава» получает финансовую поддержку от ОАО «Газпром».

## История создания
В 2013 году по инициативе ОАО «Газпром» и лично Алексея Борисовича Миллера Яхт-клуб Санкт-Петербурга приступил к реализации проекта. Начали с исторических изысканий — в архивах РГАВМФ, Центрального военно-морского музея, Военно-исторического музея артиллерии, инженерных войск и войск связи, РНБ и РГАДА, Государственного Эрмитажа, Русского музея и др.
Специально для реализации этого проекта была создана Верфь исторического судостроения «Полтава».
Историки, проводя изыскания, столкнулись с множеством проблем. Самой сложной и первой проблемой оказалось отсутствие подлинных чертежей корабля «Полтава», в архивах их попросту нет. Всё, что удалось разыскать — чертеж мидель-шпангоута корабля, от которого мастера того времени строили весь корабль. Так и конструкторам «Полтавы» пришлось пойти по тому же пути — по мидель шпангоуту, примерным данным и чертежам аналогичных кораблей того времени был выработан примерный чертеж, который прорабатывается одновременно со строительством корабля.
Летом 2013 года был заложен мидель-шпангоут, и началось изготовление килевых штук и остальных шпангоутов. Процесс осложнялся непростыми погодными условиями, стало ясно, что необходимо построить большой ангар для будущего корабля. В начале 2014 года ангар был построен, и работа ускорилась. Вскоре был заложен киль, установлены первые шпангоуты.
По мере прогресса в постройке корабля на верфи появились кузнечная мастерская, где идет изготовление гвоздей для строительства, парусная мастерская, рангоутная, такелажная, мастерская резьбы по дереву. Набор корпуса корабля и резные украшения делаются из дуба, рангоут корабля из сосны, а обшивку планируют изготовить из лиственницы.
54 пушки, которые будут установлены на корабле «Полтава» отливаются на заводе из чугуна по регламенту 1715 года.
Штат верфи составляет уже более 130 профессионалов с опытом, приобретённым при строительстве фрегата «Штандарт» или непосредственно на верфи «Полтава».

## Галерея

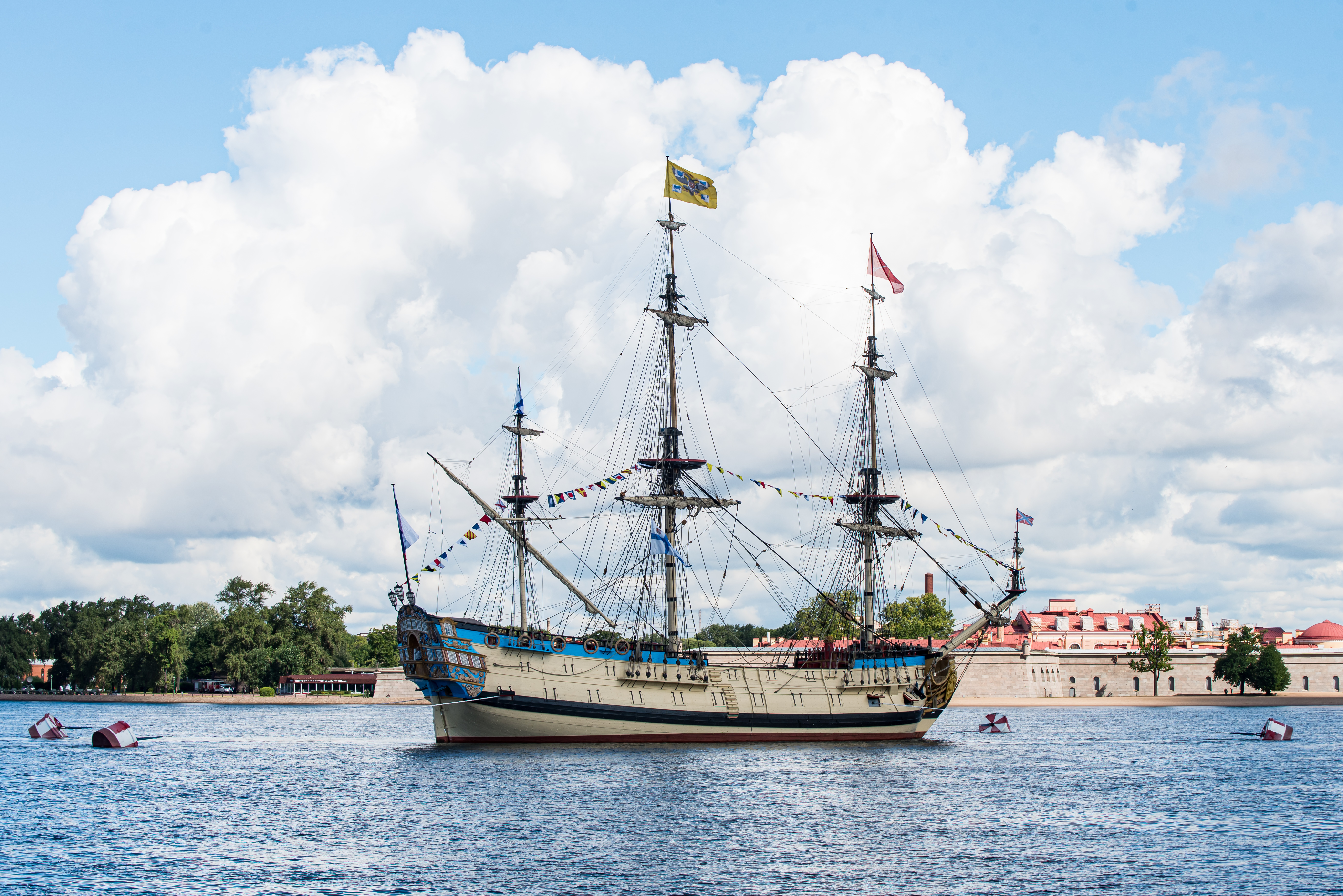
«Полтава» на дне ВМФ 2020 в Санкт-Петербурге
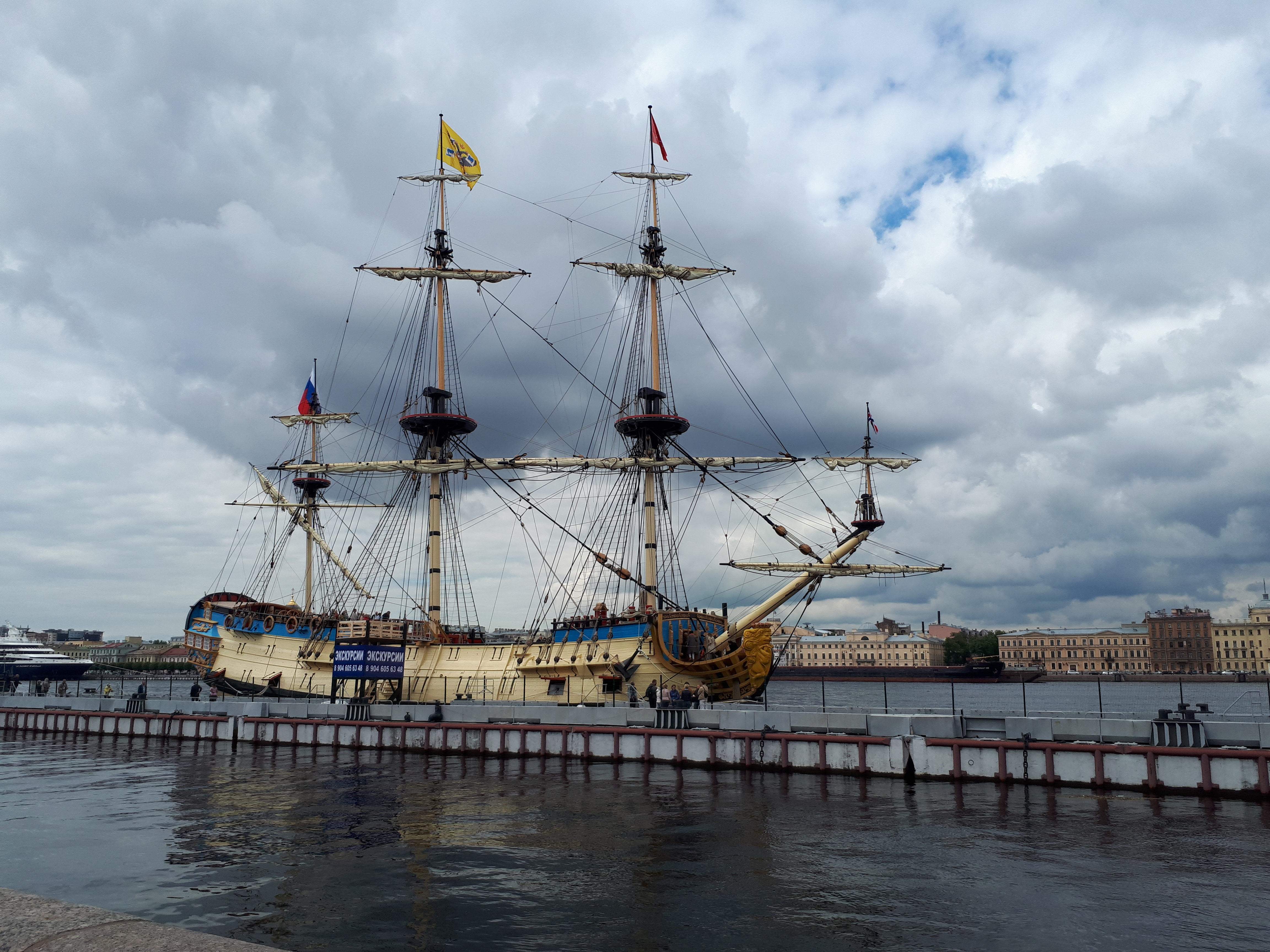
«Полтава» в Санкт-Петербурге
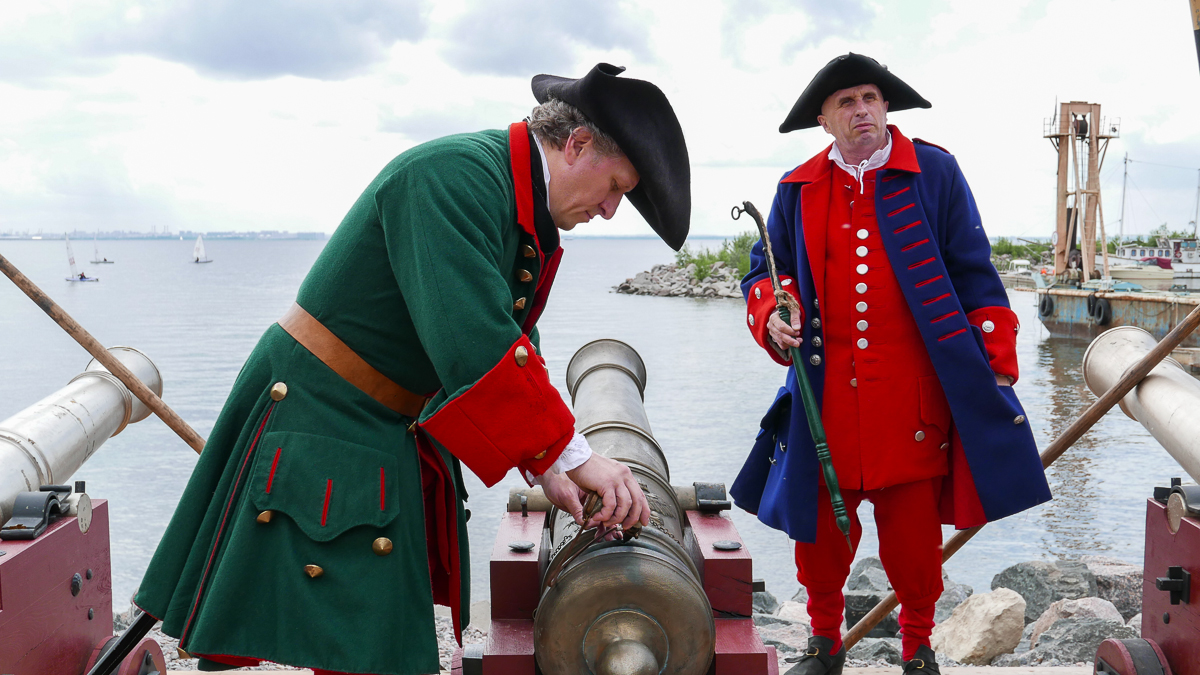
Артиллеристы на «Полтаве»
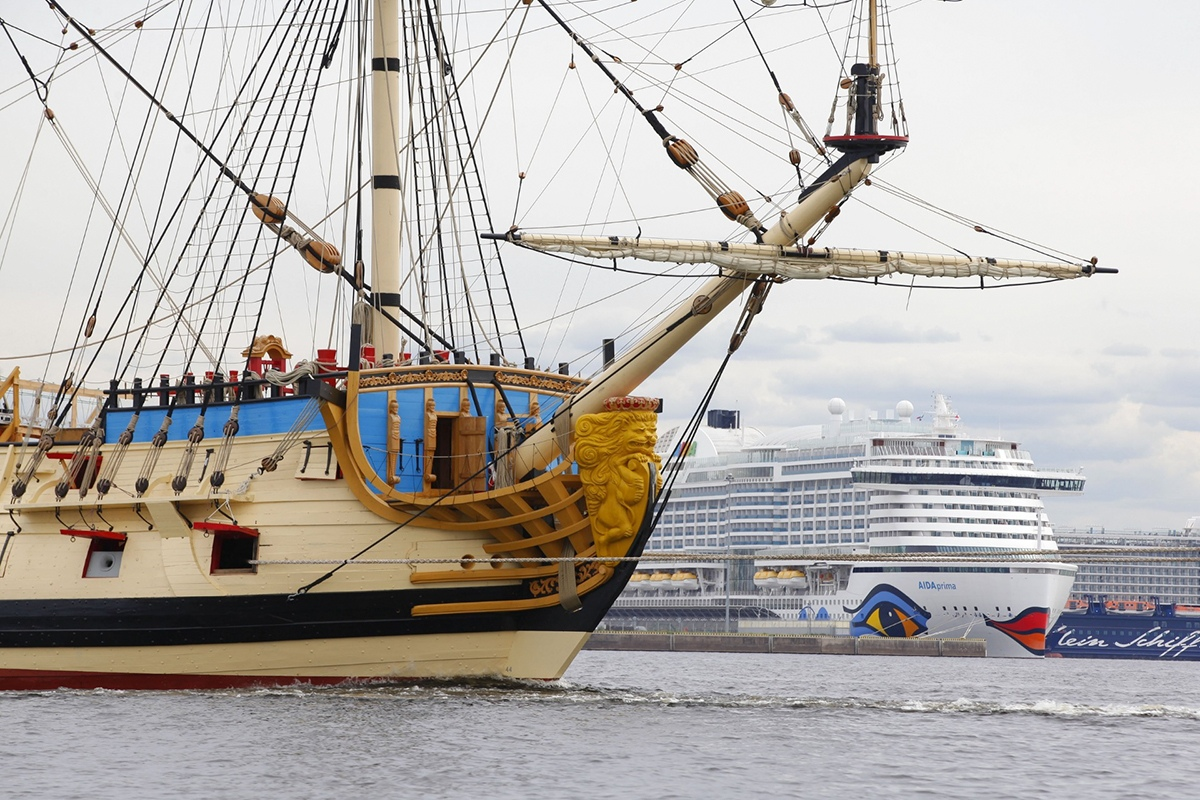
Нос корабля
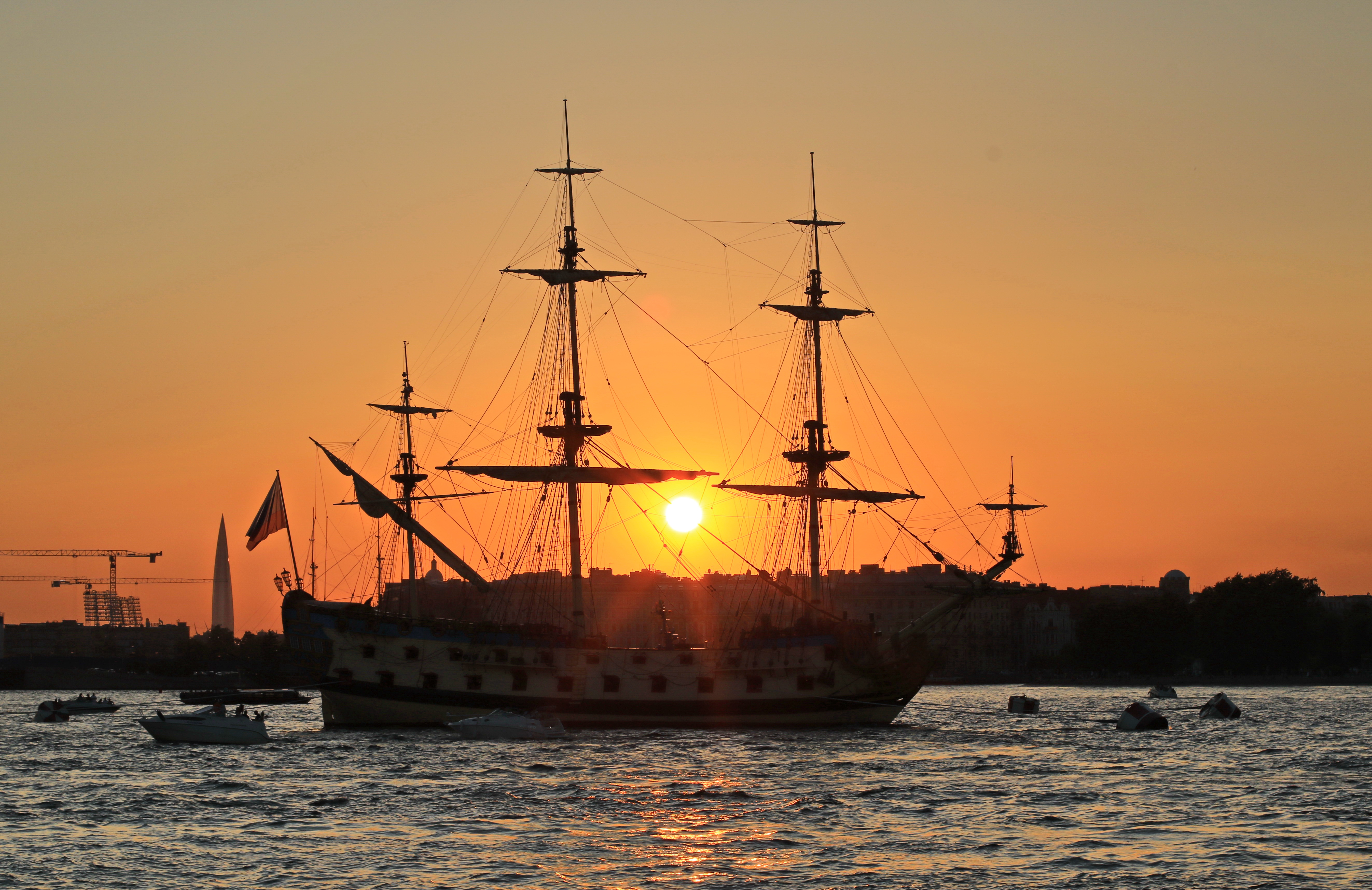
«Полтава» на закате
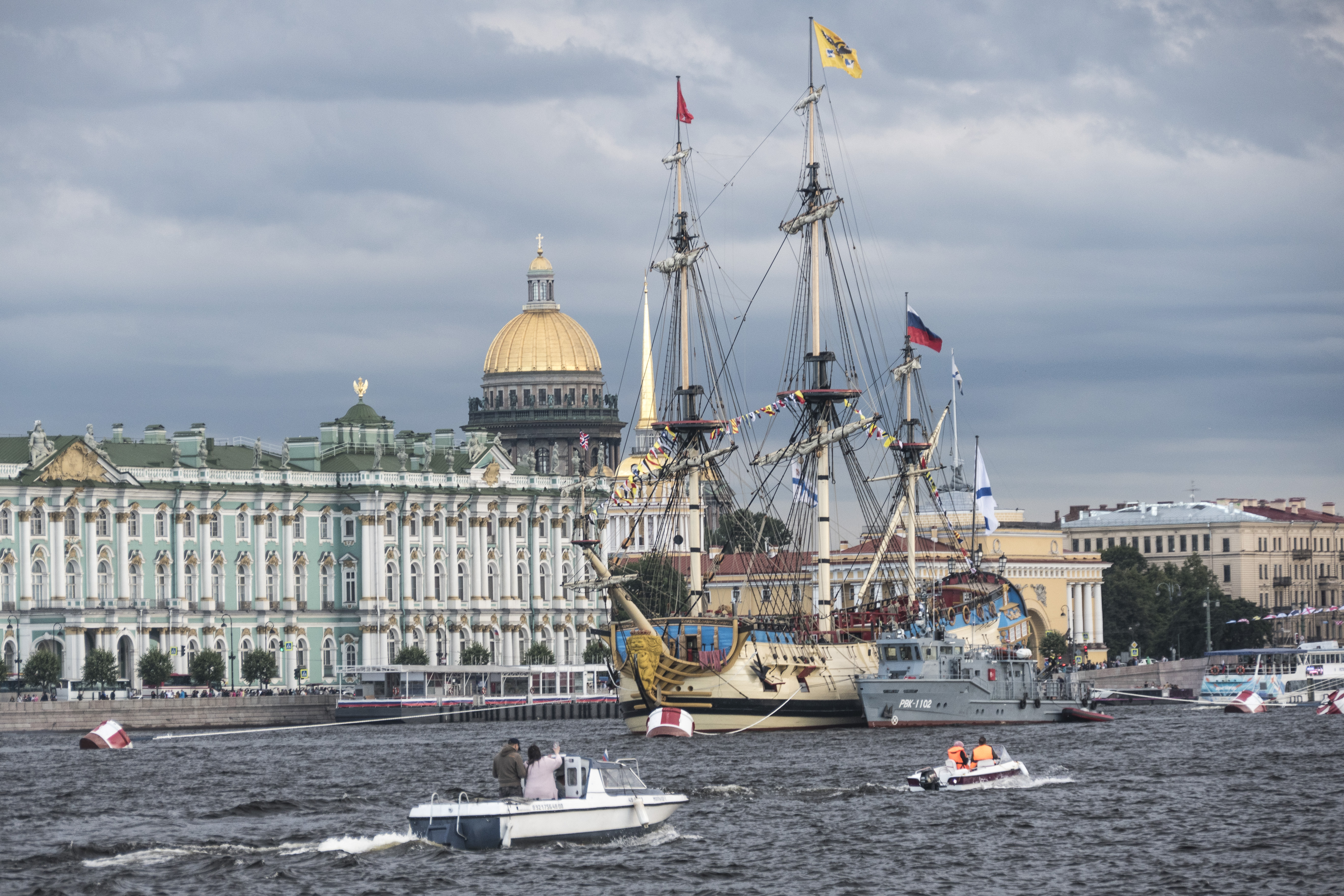
«Полтава» на дне ВМФ 2020 в Санкт-Петербурге
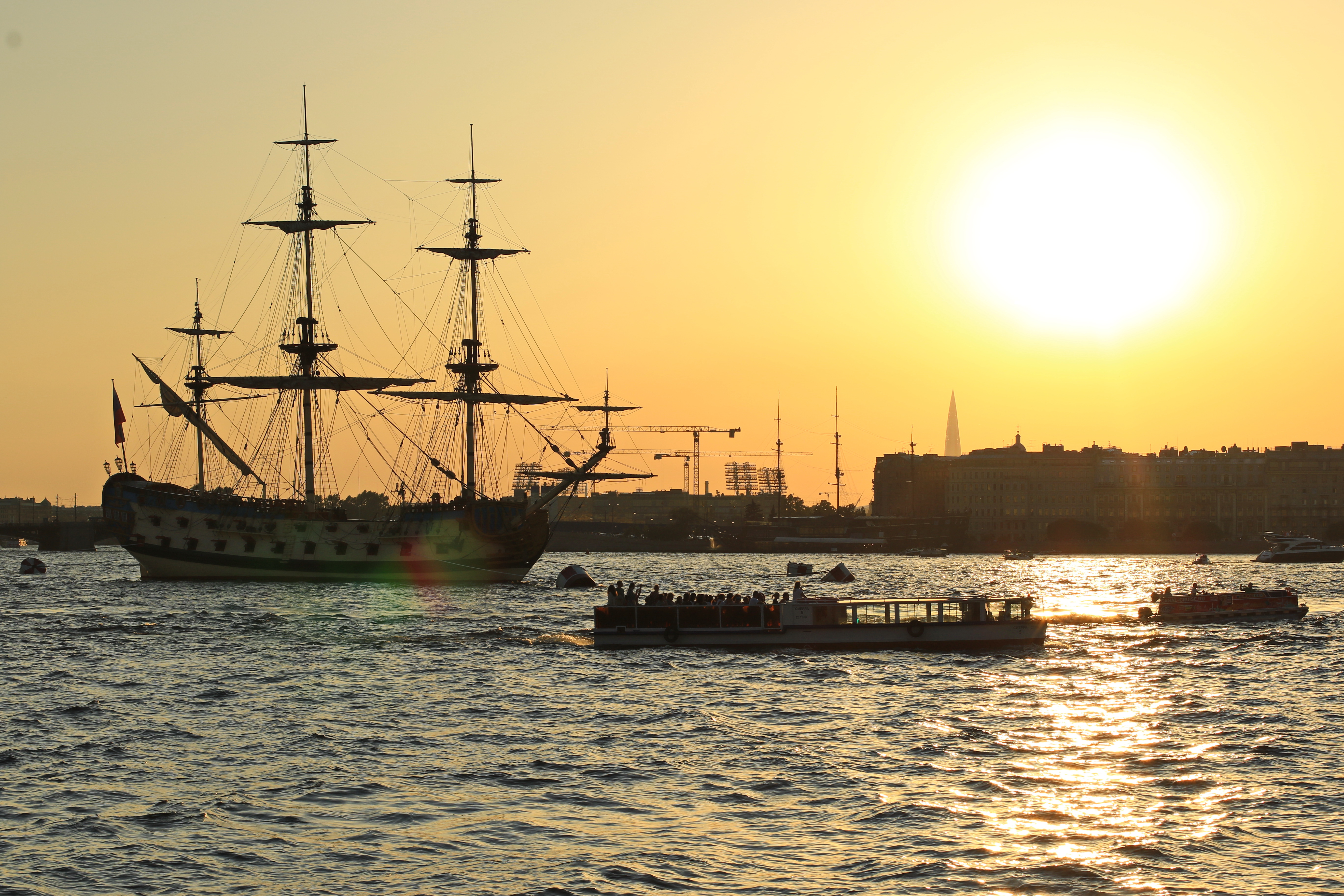
«Полтава» на закате